# 저우창
저우창(주강, 중국어 간체자: 周强, 정체자: 周強, 병음: Zhōu Qiáng, 1960년 4월 25일 ~ )은 중화인민공화국의 정치인이다. 후난성 당위원회 서기를 역임했고 현재 중국 최고인민법원장이다.

## 학력
- 1978년 ~ 1982년:시난정법대학 법률학 (학사)
- 1982년 ~ 1985년:시난정법대학 민법학 (석사)

## 생애
1978년부터 1982년까지 시난 정법대학 법률학과에서 공부하였고, 1985년 같은 대학에서 민법(民法) 전공으로 석사 학위를 취득하였다. 졸업 후에 사법부 법률정책 연구실에 배속되었고, 1993년에 선전시의 사법국장 조리를 맡았지만 곧바로 사법부로 돌아 와, 부장 판공청 주임으로서 당시 부장이었던 소양의 비서를 맡았다. 1995년, 35세의 나이로 법제국장으로 승진했다. 그 후 곧바로 중국공산당 중앙당교의 간부육성 학습을 받기 시작했으며, 중국 공산주의 청년단 중앙서기처 서기에 임명되었다. 1997년, 중국 공산주의 청년단 상무 서기에 이어 1998년, 중국 공산주의 청년단 제1서기가 되었고, 2003년에 다시 중국 공산주의 청년단 중앙서기처 제1서기가 되었다.
2006년, 당시 46세의 최연소의 나이로 후난성 성장대리에 임명되었으며, 2007년 2월에 정식으로 성장에 취임했다. 2010년 4월, 장춘센이 신장 위구르 자치구 당 위원회 서기로 전출됨에 따라서, 그 후임으로 후난성 당 위원회 서기가 되었다.
제16기, 제17기, 제18기를 거쳐 제19기 중국공산당 중앙위원이며, 제9기 전국인민대표대회 상무위원회 위원이다. 2013년 3월, 중국 최고인민법원장이다.

## 기타
2005년, 유엔 환경 계획(UNEP)으로부터 지구환경대상을 받았다.
| 전임 리커창 | 중국 공산주의 청년단 중앙서기처 제1서기 1998년 6월 ~ 2006년 12월 | 후임 후춘화 |

| 전임 저우보화 | 후난성 성장 2006년 9월 ~ 2010년 6월 | 후임 쉬서우성 |

| 전임 장춘센 | 후난성 당위원회 서기 2010년 4월 ~ 2013년 3월 | 후임 쉬서우성 |

| 전임 왕성쥔 | 중국 최고인민법원장 2013년 ~ 현직 | 후임 현직 |